# Persone di nome Pierre/Calciatori
| Questa pagina contiene informazioni ricavate automaticamente dalle voci biografiche con l'ausilio del template Bio e di un bot. L'aggiornamento è periodico e automatico e ricostruisce completamente la pagina. Se manca una persona in questa lista, sei pregato di non aggiungerla, ma accertati piuttosto che la sua voce biografica contenga il template Bio e che i dati anagrafici siano correttamente compilati. Se il template Bio manca, inseriscilo tu stesso o, in alternativa, metti l'avviso {{tmp\|Bio}} che ne segnala la mancanza. Se i dati riportati sono sbagliati, correggi direttamente la voce biografica; le modifiche saranno visibili in questa lista entro pochi giorni. Per chiarimenti vedi il progetto antroponimi. La lista contiene solo le 60 persone che sono citate nell'enciclopedia e per le quali è stato implementato correttamente il template Bio. Pagina aggiornata al 22 giu 2025. |

Questa è una lista di persone presenti nell'enciclopedia che hanno il nome Pierre e sono calciatori.

## A(1)
- Pierre Angel, calciatore e allenatore di calcio francese (Seringes-et-Nesles, n. 1924 - Fréjus, † 1998)

## B(8)
- Pierre Bayonne, ex calciatore haitiano (n. 1949)
- Pierre Bengtsson, ex calciatore svedese (Kumla, n. 1988)
- Pierre Bernard, calciatore francese (Boissezon, n. 1932 - Cestas, † 2014)
- Pierre Bouby, ex calciatore francese (Vichy, n. 1983)
- Pierre Bourdin, calciatore francese (Vincennes, n. 1994)
- Pierre Boya, ex calciatore camerunese (Douala, n. 1984)
- Pierre Braine, calciatore belga (Berchem, n. 1900 - Anversa, † 1951)
- Pierre Richard Bruny, ex calciatore haitiano (Port-au-Prince, n. 1972)

## C(6)
- Pierre Cahuzac, calciatore e allenatore di calcio francese (Saint-Pons, n. 1927 - Lavaur, † 2003)
- Pierre Calleja, ex calciatore maltese (n. 1963)
- Pierre Carteus, calciatore belga (Ronse, n. 1943 - Ronse, † 2003)
- Pierre Chesneau, calciatore francese (Boufarik, n. 1902 - † 1986)
- Pierre Collet, calciatore svizzero (n. 1890 - Pully, † 1975)
- Pierre Cornud, calciatore francese (Avignone, n. 1996)

## D(6)
- Pierre Dalem, calciatore belga (Liegi, n. 1912 - † 1993)
- Pierre De Wit, ex calciatore tedesco (Colonia, n. 1984)
- Pierre Dorsini, calciatore e allenatore di calcio francese (Villerupt, n. 1934 - Castelginest, † 2023)
- Pierre Ducasse, ex calciatore francese (Bordeaux, n. 1987)
- Pierre Ducrocq, ex calciatore francese (Pontoise, n. 1976)
- Pierre Dwomoh, calciatore belga (Gent, n. 2004)

## G(3)
- Pierre Gallo, ex calciatore svedese (Stoccolma, n. 1975)
- Pierre Gastiger, calciatore francese (Hayange, n. 1893 - Rennes, † 1943)
- Pierre Grillet, calciatore francese (Piolenc, n. 1932 - Avignone, † 2018)

## H(2)
- Pierre Hanon, calciatore belga (Bruxelles, n. 1936 - † 2017)
- Pierre Hornus, calciatore francese (Mulhouse, n. 1908 - Mulhouse, † 1995)

## I(1)
- Pierre Ibarra, ex calciatore messicano (Culiacán, n. 1983)

## K(7)
- Pierre Kanstrup, ex calciatore danese (Copenaghen, n. 1989)
- Pierre Kerkhoffs, calciatore olandese (Geleen, n. 1936 - † 2021)
- Pierre Kohumoetini, calciatore francese (n. 1987)
- Pierre Korb, calciatore francese (Mulhouse, n. 1908 - Mulhouse, † 1981)
- Pierre Kugogne, calciatore francese (n. 1979)
- Pierre Kunde, calciatore camerunese (Limbe, n. 1995)
- Pierre Kwizera, calciatore burundese (Bujumbura, n. 1991)

## L(5)
- Pierre Laigle, ex calciatore francese (Béthune, n. 1970)
- Pierre Lechantre, ex calciatore e allenatore di calcio francese (Lilla, n. 1950)
- Pierre Lees-Melou, calciatore francese (Langon, n. 1993)
- Pierre Lienert, calciatore francese (Épinal, n. 1898 - † 1926)
- Lucien Londot, calciatore belga (Liegi, n. 1874)

## M(6)
- Pierre Mankowski, ex calciatore e allenatore di calcio francese (Amiens, n. 1951)
- Singa Manzamgala, ex calciatore congolese (Repubblica Democratica del Congo) (n. 1981)
- Pieter Mbemba, ex calciatore congolese (Repubblica Democratica del Congo) (Kinshasa, n. 1988)
- Pierre Michelin, ex calciatore francese (Neuville-en-Ferrain, n. 1937)
- Pierre Mony, calciatore francese (Parigi, n. 1896 - Boulogne-Billancourt, † 1980)
- Pierre Mousel, calciatore lussemburghese (Lussemburgo, n. 1914 - Lussemburgo, † 1998)

## N(2)
- Mulamba Ndaye, calciatore della Repubblica Democratica del Congo (Kananga, n. 1948 - Johannesburg, † 2019)
- Pierre Njanka, ex calciatore camerunese (Douala, n. 1975)

## P(2)
- Pierre Pibarot, calciatore e allenatore di calcio francese (Alès, n. 1916 - † 1981)
- Pierre Kalulu, calciatore francese (Lione, n. 2000)

## R(3)
- Pierre Ranzoni, calciatore francese (Parigi, n. 1921 - Montpellier, † 1999)
- Pierre Regonesi, calciatore italiano (Osio Sotto, n. 1979)
- Pierre Reuter, calciatore lussemburghese (n. 1904 - † 1969)

## S(3)
- Pierre Sagna, calciatore senegalese (Dakar, n. 1990)
- Pierre Seyler, calciatore francese (Strasburgo, n. 1898 - Saarbrücken, † 1943)
- Pierre Six, calciatore francese (Le Havre, n. 1888 - Estrées-Mons, † 1916)

## T(1)
- Pierre Tidjine, calciatore francese (n. 1984)

## V(1)
- Pierre Vermeulen, ex calciatore olandese (Kerkrade, n. 1956)

## W(2)
- Pierre Wajoka, ex calciatore francese (n. 1978)
- Pierre Womé, ex calciatore camerunese (Douala, n. 1979)

## Z(1)
- Pierre Desiré Zebli, calciatore ivoriano (Dabou, n. 1997)